# آنا سیگنول
آنا سیگنول (انگلیسی: Anna Signeul؛ زادهٔ ۲۰ مهٔ ۱۹۶۱) بازیکن فوتبال اهل سوئد است.